# Chico (piłkarz)
Chico, właśc. Francisco de Assis Freitas (ur. 10 października 1912, zm. ?) – piłkarz brazylijski grający na pozycji bramkarza.

## Kariera klubowa
Chico występował w São Cristóvão Rio de Janeiro.

## Kariera reprezentacyjna
W oficjalnej reprezentacji Brazylii Chico zadebiutował 24 lutego 1935 w wygranym 2-1 meczu z klubem River Plate. Był to jego jedyny występ w reprezentacji.